# 大竹一樹
大竹一樹（1967年12月8日—），日本男性搞笑藝人、主持人。搞笑組合SUMMERS成員，裝傻擔當，搭檔是三村勝和。所屬經紀公司是Horipro。
妻子是富士電視台的播報員中村仁美。兩人於2011年結婚。